# Tōru Kamikawa
Tōru Kamikawa (jap. 上川 徹, Kamikawa Tōru; * 8. Juni 1963 in Kagoshima, Präfektur Kagoshima) ist ein ehemaliger japanischer Fußballschiedsrichter. Er wohnt in Hiroshima.
1994 leitete er sein erstes Spiel in der japanischen J. League. Am 1. Januar 1998 wurde er zum FIFA-Schiedsrichter nominiert und am 30. November leitete er sein erstes Länderspiel, Hongkong gegen Oman. Er wurde bei der Fußball-Asienmeisterschaft 2000 im Libanon und bei anderen FIFA-Veranstaltungen eingesetzt.
Bei der Fußball-Weltmeisterschaft 2002 in Japan und Südkorea leitete er das Vorrundenspiel zwischen Irland und Kamerun. Dies war sein einziger Einsatz bei dieser Weltmeisterschaft.
Am 31. März 2006 wurde er, mit 22 anderen Schiedsrichtern, für die Fußball-Weltmeisterschaft 2006 in Deutschland nominiert, wobei sein erster Einsatz das Gruppenspiel am 9. Juni der Gruppe A zwischen Polen und Ecuador war. Kamikawa leitete auch die Partie England gegen Trinidad und Tobago sowie das Spiel um Platz 3 zwischen Deutschland und Portugal.
Derzeit ist Kamikawa Mitglied des FIFA-Komitees für Schiedsrichter, welches u. a. die Schiedsrichter der Weltmeisterschaftsspiele benennt.